# Dolné Semerovce
Dolné Semerovce jsou obec na Slovensku v okrese Levice. První zmínka o obci je z roku 1268. Po vpádu Turků v 17. století vesnice zanikla, roku 1715 byla však znovu vystavěna. V minulosti zde byl klášter milosrdných sester, který sloužil jako nemocnice. Dnes v budově kláštera sídlí obecní úřad. Stojí zde římskokatolický kostel sv. Jana Křtitele. Obec má 552 obyvatel k datu 31. 12. 2017.